# إسماعيل محمد علي
إسماعيل محمد علي (بالملايوية: Ismail Mohd Ali)‏ هو مصرفي ماليزي، ولد في 16 سبتمبر 1918، وتوفي في 19 يوليو 1998. كان ثاني محافظ للبنك المركزي الماليزي ومدير شركة Permodalan Nasional Berhad (PNB)
طوال فترة ولايته كحاكم ثاني للبنك المركزي الماليزي، عمل باستمرار على تحسين أصول النظام المصرفي في البلاد بالإضافة إلى تأسيسه كقوة ناشئة وساعد في كسب الاحترام من جميع أنحاء العالم. وكان محافظ البنك المركزي الماليزي، من عام 1962 إلى عام 1980، وهو رقم قياسي جديد كمحافظ أطول فترة خدمة لبنك مركزي في آسيا.